# Pántörök ideológia
A pántörök ideológia egy politikai mozgalom a 19. század végén, a 20. század elején, melynek célja a nagyrészt Oszmán Birodalomban, Oroszországban, Kínában, Iránban és Afganisztánban élő török nyelvű népek politikai uniója volt. 
Eredetileg a Volga-menti népek között kezdett terjedni, akik a cári Orosz Birodalom ellen próbáltak összefogni. Törökország modern kori történelme során a pántörök eszmék többször is előtérbe kerültek, az ifjútörök kormány politikája ezt az irányvonalat tükrözte, a második világháború alatt is sok követője volt.